# Lijst van SA-Gruppenführers
De volgende lijst geeft een overzicht van alle personen die de rang van een Gruppenführer hebben bereikt in de Sturmabteilung (SA), het "partijleger" van de NSDAP.
Als een na hoogste rang die in deze organisatie bestond, werd de Gruppenführer uiterst zelden toegekend: met enkele miljoenen SA-leden tussen 1931 en 1945 werden slechts enkele tientallen mannen - volgens de huidige stand van het onderzoek honderdtwintig - tot deze rang bevorderd.
In 1969 werd in opdracht van het Bundesarchiv door Horst Henrich de volgende lijst volgt de "Rangliste der Obergruppenführer, Gruppenführer und Brigadeführer“ opgesteld. Op basis van een systematische verwerking van de door de SA-Führung zogenaamd uitgevaardigde "Führerbefehle", dat wil zeggen openbare mededelingen over bevorderingen in de SA, uit de jaren 1931 tot 1944.
De Schutzstaffel (SS) maakte officieel deel uit van de SA, totdat deze in juli 1934 tot een onafhankelijke organisatie werd verheven. De SS-Gruppenführers die tussen 1931 en juli 1934 waren bevorderd, werden ook als SA-Gruppenführer beschouwd.
De volgorde van personen in de lijst volgt hun anciënniteit, dat wil zeggen de datum van hun bevordering tot SA-Gruppenführer.

## SA-Gruppenführer
- Walther Stennes:
- Fritz Haltern:
- Walter Buch: 18 december 1931
- Konstantin Hierl: 18 december 1931
- Gregor Strasser: 18 december 1931
- Otto Wagener: 18 december 1931
- Fritz Weitzel: 18 december 1931
- Josias zu Waldeck und Pyrmont: 15 maart 1932
- Kurt Daluege: 15 maart 1932
- Udo von Woyrsch: 15 maart 1932
- Karl von Eberstein: 15 maart 1932
- Georg von Detten: 15 september 1932
- Gustav Zunkel:
- Wilhelm Stegmann: 15 september 1932
- Gerret Korsemann: 15 oktober 1932
- Friedrich Jeckeln: 4 februari 1933
- Joseph Seydel: 1 maart 1933
- Wilhelm Schmid: 1 maart 1933
- Karl Schreyer: 1 maart 1933
- Rolf Reiner: 1 maart 1933
- Karl Ernst: 1 maart 1933
- Hans Weinreich: 1 maart 1933
- Konrad Schragmüller: 1 maart 1933
- Walter Luetgebrune: 1 april 1933
- Hans Friedrich: 1 april 1933
- Emil Steinhoff: 1 april 1933
- Walther Darré: 14 mei 1933
- Siegfried Seidel-Dittmarsch: 14 mei 1933
- Hans Hayn: 1 juli 1933
- Elhard von Morozowicz: 26 juli 1933
- Karel Eduard van Saksen-Coburg en Gotha: 26 juli 1933
- Ernst-Heinrich Schmauser: 15 september 1933
- Curt Wittje: 15 september 1933
- Werner Lorenz: 1 november 1933
- Wilhelm Reinhard: 1 november 1933
- Robert Bergmann: 9 november 1933
- August Heißmeyer: 28 februari 1934
- Hans-Adolf Prützmann: 1 maart 1934
- Reinhard Heydrich: 30 juni 1934
- Erich von dem Bach-Zelewski: 11 juli 1934
- Theodor Eicke: 11 juli 1934
- Erich Reimann: 1 mei 1937
- Friedrich Fenz: 9 november 1937
- Ludwig Fichte: 9 november 1937
- Richard Wagenbauer:
- Fritz Schwitzgebel: 9 november 1937
- Erich Hasse: 9 november 1937
- Oskar Türk: 30 januari 1938
- Karl Haas: 12 maart 1938
- Josef Pontiller: 12 maart 1938
- Robert Rigel: 12 maart 1938
- Eugen Werkowitsch: 12 maart 1938
- Josef Leopold: 12 maart 1938
- Franz May: 15 oktober 1938
- Achim von Arnim: 9 november 1938
- Max Linsmayer: 9 november 1938
- Rudolf Michaelis: 9 november 1938
- Walther Nibbe: 9 november 1938
- Leopold Damian: 9 november 1938
- Franz Bock: 9 november 1938
- Erich Boetel: 30 november 1938
- Wilhelm Dame: 30 november 1938
- Otto Ivers: 30 november 1938
- Ludwig Schmuck: 30 januari 1939
- Franz Schattenfroh: 9 november 1940
- Max Lehmann: 30 januari 1940
- Heinrich Hacker: 20 oktober 1940
- Ludwig Fischer: 26 oktober 1940
- Ernst Beißner: 30 januari 1941
- Ernst Ludwig Fichte: 30 januari 1941
- Walther Heitmüller: 30 januari 1941
- Hans Lehmann: 30 januari 1941
- Georg von Neufville: 30 januari 1941
- Hans Petersen: 30 januari 1941
- Hermann Schäfer: 30 januari 1941
- Albert Schmierer: 30 januari 1941
- Peter Stangier: 30 januari 1941
- August Möslinger: 14 juni 1941
- Richard Aster: 30 januari 1942
- Reinhard Börner: 30 januari 1942
- Carl Caspary: 30 januari 1942
- Wilhelm Dittler: 30 januari 1942
- Alfred Ernst: 30 januari 1942
- Paul Faßbach: 30 januari 1942
- Karl-Friedrich Dörnemann: 30 januari 1942
- Otto Gümbel: 30 januari 1942
- Albert Heinz: 30 januari 1942
- Hans von Helms: 30 januari 1942
- Walter Hoevel: 30 januari 1942
- Oscar Jaster: 30 januari 1942
- Karl Kraft: 30 januari 1942
- Meinhard Marnitz: 30 januari 1942
- Robert Schormann: 30 januari 1942
- Fritz Vielstich: 30 januari 1942
- Max Köglmaier: 30 januari 1942
- Waldemar Geyer: 14 maart 1942
- Hans Vogel: 20 april 1942
- Paul Hinkler: 25 juni 1942
- Bernhard Hofmann: 22 oktober 1942
- Felix Aumüller: 9 november 1942
- Franz Bauer: 9 november 1942
- Gustav Behrens: 9 november 1942
- Hermann Berchtold: 9 november 1942
- Hanns Bunge: 9 november 1942
- Edmund Philipp Diehl: 9 november 1942
- Hans Dippel: 9 november 1942
- Paul Holthoff: 9 november 1942
- Hermann Lohbeck: 9 november 1942
- Hans-Joachim Riecke: 9 november 1942
- Kurt von Burgsdorff: 2 april 1943
- Wilhelm von Allwörden: 20 april 1943
- Karl Lucke: 20 april 1943
- Hans Lukesch: 20 april 1943
- Franz Moraller: 20 april 1943
- Alfred Richter: 20 april 1943
- Max Solbrig: 20 april 1943
- Leonhard Gontermann: 9 november 1943
- Christian Schaper: 9 november 1943
- Thomas Girgensohn: 20 april 1944
- Karl Körner: 20 april 1944
- Lorenz Ohrt: 20 april 1944
- Hartwig von Rheden: 20 april 1944

### Sanitäts-Gruppenführer
- Eduard Kappelmeyer: 1933